# بروس بيتس
بروس بيتس هو لاعب كرة قدم كندي، ولد في 1960 في كولومبيا البريطانية في كندا. لعب مع كالغاري بومرز.